# Ceratopsyche perfuscata
Ceratopsyche perfuscata är en nattsländeart som först beskrevs av Wolfram Mey 1995.  Ceratopsyche perfuscata ingår i släktet Ceratopsyche och familjen ryssjenattsländor. Inga underarter finns listade i Catalogue of Life.